# Шаньюй

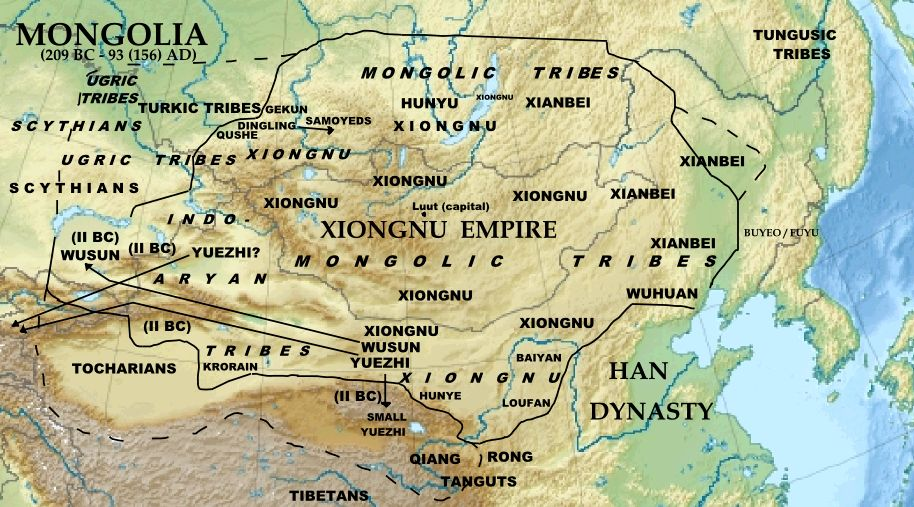
Хунну

Шанью́й (кит. трад. 單于, палл. чаньюй) — титул главы хунну. Избирался хуннской племенной аристократией, правил пожизненно. Управлял совместно с советом родо́в, обычно 24 рода пяти хуннских племён. Китайские хронисты оценивали этот титул как примерно равный царскому (ван), но в некоторые годы хуннского шаньюя признавали равным Императору (Хуан-ди). Лев Гумилёв называл Шаньюя «пожизненный президент».

## Происхождение слова шаньюй

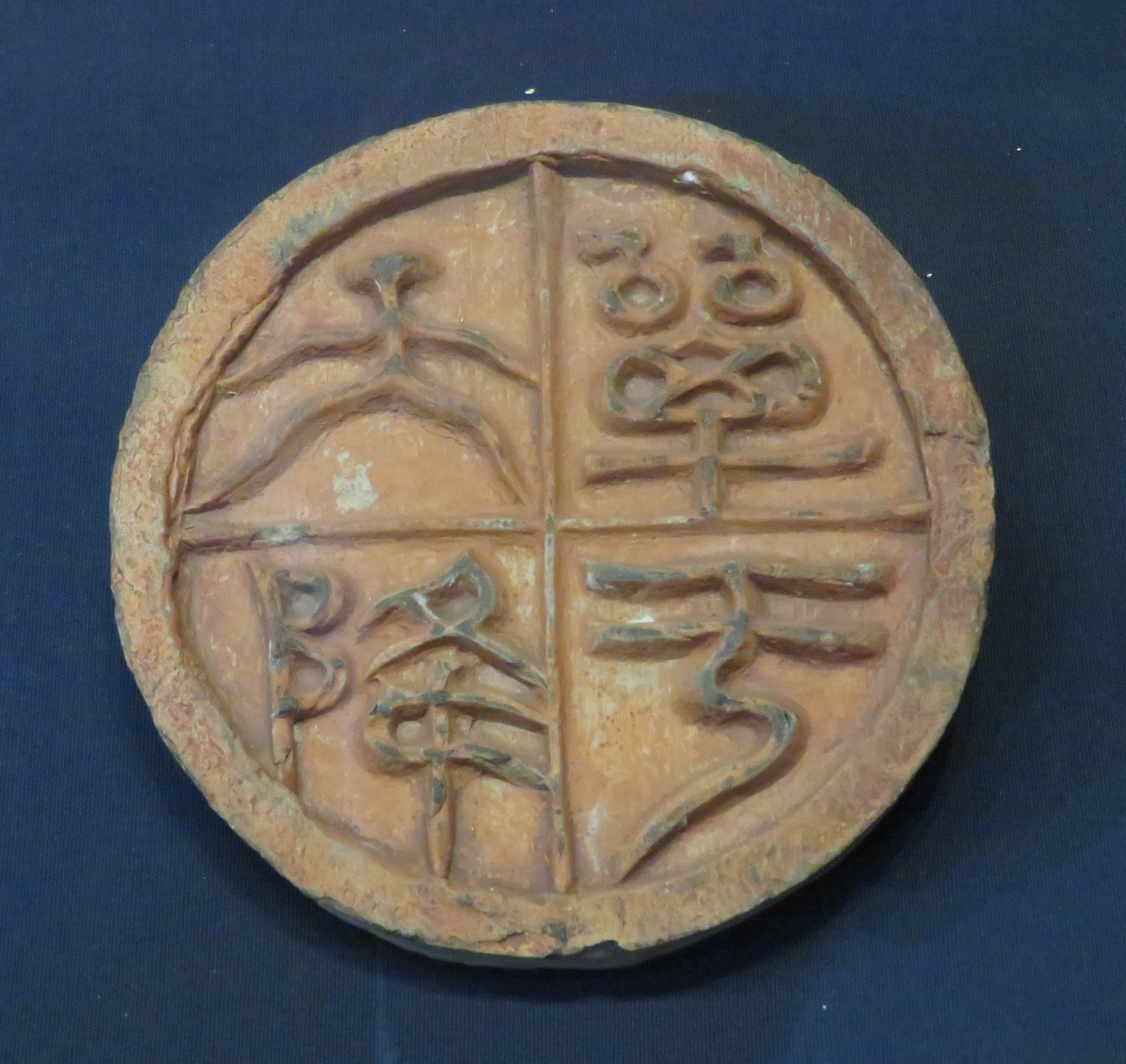
«Тэнгэрээс ирсэн Шаньюй» хавтанцар в Музей Внутренней Монголии

Титул шаньюй стал известен в Китае не позднее периода Чжань-го (403—221 гг. до н. э.). Этимология термина шаньюй до сих пор окончательно не выяснена. По объяснению Бань Гу, «шаньюй означает „обширный“ и показывает, что обладатель этого титула обширен, подобно небу». Сам титул свидетельствовал об огромной власти, принадлежавшей верховным правителям сюнну.
По мнению Всеволода Таскина, титул «шаньюй» образовался путем соединения двух слов — шань и юй. Им была предложена версия, согласно которой первый слог передавал звучание сюннуского слова тюркского происхождения san — «почёт», «уважение»; второй слог означает «дом». Значение титула, по Таскину, — «уважаемый или почитаемый дом», под крышей которого как бы находилось всё окружающее, а носитель этого титула считался обширен, подобно небу.
Как отмечал Г. Сухбаатар, К. Сиратори отождествлял его с монгольским dengui — «слишком», Г. Рамстедт и Г. Утида — с монгольским delgegüü — «широкий», Е. Пуллиблэнк — с монгольским dargan — «титул», Г. Клосон — с тюркским явгу, В. А. Панов — с тюркским тамган. Сам Г. Сухбаатар отождествлял термин шаньюй с монгольским sayin — «хороший», «лучший», «добрый».

## Происхождение хуннской монархии
По летописным китайским источникам предком хунну был принц Ся Чуньвэй, также называемый Хунну Шицзу (предок Хунну). Он принял кочевой образ жизни и стал предком хуннской династии Люаньти. Отмечается, что еще во времена Юя в степях севернее Китая жили племена Хяньюнь, Хуньюй, Шаньжун, к этим племенам и прибыл Чуньвэй со своим родом.

## Список Шаньюев Хунну
Династия шаньюев у хунну называлась Луаньти (кит. трад. 欒提, упр. 栾提, пиньинь Luántí). Чёткого порядка наследования так и не появилось. Употреблялось завещательное наследование, очередное (от брата к брату), выборы съездом князей (выбирали не только из прямых потомков шаньюя, но и из всех его родственников).

## Династия Модэ
| Тронное имя | Личное имя | Годы правления   |
| ----------- | ---------- | ---------------- |
| Тоумань     | —          | 220—209 до н. э. |
| Модэ        | —          | 209—174 до н. э. |
| Лаошан      | Цзичжу     | 174—161 до н. э. |
| Цзюньчэнь   | —          | 161—126 до н. э. |
| Ичжисе      | —          | 126—114 до н. э. |
| Увэй        | —          | 114—105 до н. э. |
| Ушилу       | —          | 105—102 до н. э. |
| Сюйлиху     | —          | 102—101 до н. э. |

## Династия Цзюйдихоу
Скорее всего происходили от Модэ, но к высшей аристократии не принадлежали. Цзюйдихоу выбран шаньюем, поскольку был хорошим военачальником.
| Тронное Имя | Годы правления  |
| ----------- | --------------- |
| Цзюйдихоу   | 101—96 до н. э. |
| Хулугу      | 96—85 до н. э.  |

## Династия Хуяньди
Происходили от побочной ветви потомков Модэ.
| Тронное имя     | Личное имя | Годы правления |
| --------------- | ---------- | -------------- |
| Хуяньди         | —          | 85—68 до н. э. |
| Сюйлюй-Цюаньцюй | —          | 68—60 до н. э. |

## Реставрация династии Модэ
| Тронное имя | Личное имя | Годы правления |
| ----------- | ---------- | -------------- |
| Воянь-Цюйди | Туцитан    | 60—58 до н. э. |

## Реставрация династии Хуяньди
Хуханье был потомком Модэ в 8 колене.
| Тронное имя | Личное имя  | Годы правления        |
| ----------- | ----------- | --------------------- |
| Хуханье     | Цзихоушань  | 58—31 до н. э.        |
| Фучжулэй    | Дяотаомогао | 31—20 до н. э.        |
| Соусе       | Цзюймисюй   | 20—12 до н. э.        |
| Цзюйя       | Цзюймоцзюй  | 12—8 до н. э.         |
| Учжулю      | Нанчжиясы   | 8 до н. э. — 13 н. э. |

## Династия Улэй-Жоди
| Тронное имя           | Личное имя | годы правления |
| --------------------- | ---------- | -------------- |
| Улэй-Жоди             | Сянь       | 13—18          |
| Худуэрши Дао-гао Жоди | Юй         | 18—46 н. э.    |
| Удадихоу              |            | 46             |
| Пуну                  |            | 46 — ?         |

## Династия северных Хунну
Сначала правили потомки Пуну, но их имена неизвестны. Потом править стал род Хуянь.

## Династия южных Хунну
Находились в вассальной зависимости от Империи Хань. Чёткий порядок наследования: от старшего брата к младшему, потом детям старшего брата.
| Тронное имя                | Годы правления |
| -------------------------- | -------------- |
| Хуханье II (личное имя Би) | 48—55          |
| Мо                         | 55—56          |
| Хань                       | 56—59          |
| Ди                         | 59—63          |
| Су                         | 63             |
| Чжан                       | 63—85          |
| Сюань                      | 85—88          |
| Туньтухэ                   | 88—93          |
| Аньго                      | 93—94          |
| Шицзы                      | 94—98          |
| Тань                       | 98—124         |
| Ба                         | 124—128        |
| Сюли                       | 128—140        |

## Назначаемые шаньюи
Номинальные шаньюи, назначались китайским императором.
| Тронное имя      | Личное имя | Годы правления |
| ---------------- | ---------- | -------------- |
| Хуланьжошичжуцзю | Доулоучу   | 143—147        |
| Илинши Чжу-цзю   | Цзюйцзюйр  | 147—172        |
| Тутэжошичжуцзю   | Безымянный | 172—178        |
| Хучжэн           | Хучжэн     | 178—179        |
| Цянцюй           | Цянцюй     | 179—188        |
| Чичжиши-чжухоу   | Юйфуло     | 188—195        |
| Хучуцюань        | Хучуцюань  | 195—215        |

Цао Цао сместил Хучуцюаня и назначил шаньюем князя Цюйбэя. Но, имея своего шаньюя, фактически хунну управлялись чиновником-китайцем. Китай вошёл в эпоху Троецарствия и мало уделял внимания хуннам. Так длилось до 304 года, когда хунну восстали и создали династию Северная Хань. Последним хуннским государством было Ся (407—431), последнего правителя Ся Хэлянь Дина можно считать последним шаньюем.